# Miroscyllium sheikoi
Genre
Espèce
Synonymes
- Centroscyllium sheikoi
- Miroscyllium shiekoi

Répartition géographique
Statut de conservation UICN

 DD  : Données insuffisantes
Miroscyllium sheikoi est une espèce de requins squaliformes vivant au sud du Japon. C'est la seule espèce du genre Miroscyllium.

### GenreMiroscyllium
- (en) Catalogue of Life : Miroscyllium (consulté le 11 décembre 2020)
- (en) FishBase : liste des espèces du genre Miroscyllium (site miroir)
- (fr + en) ITIS : Miroscyllium Shirai & Nakaya, 1990
- (en) WoRMS : Miroscyllium (+ liste espèces)
- (en) Animal Diversity Web : Miroscyllium
- (en) UICN : taxon Etmopterus (consulté le 12 janvier 2023)

### EspèceMiroscyllium sheikoi
- (en) Catalogue of Life : Miroscyllium sheikoi (Dolganov, 1986) (consulté le 16 décembre 2020)
- (en + fr) FishBase : espèce Miroscyllium sheikoi  (Dolganov, 1986) (+ traduction) (+ noms vernaculaires 1 & 2)
- (en) WoRMS : espèce Miroscyllium sheikoi (Dolganov, 1986)
- (en) UICN : espèce Miroscyllium sheikoi Dolganov, 1986 (consulté le 26 mai 2015)
- (fr + en) ITIS : Miroscyllium shiekoi  (Dolganov, 1986)
- (en) Animal Diversity Web : Miroscyllium sheikoi